# Chūō
Chūō (中央区, Chūō-ku) és un municipi i districte especial de Tòquio, a la regió de Kantō, Japó. Fou fundat el 1947 fruit de la unió entre els antics districtes de Kyōbashi i Nihonbashi després de la fusió entre les antigues ciutat de Tòquio i prefectura de Tòquio per tal de formar l'actual Tòquio.

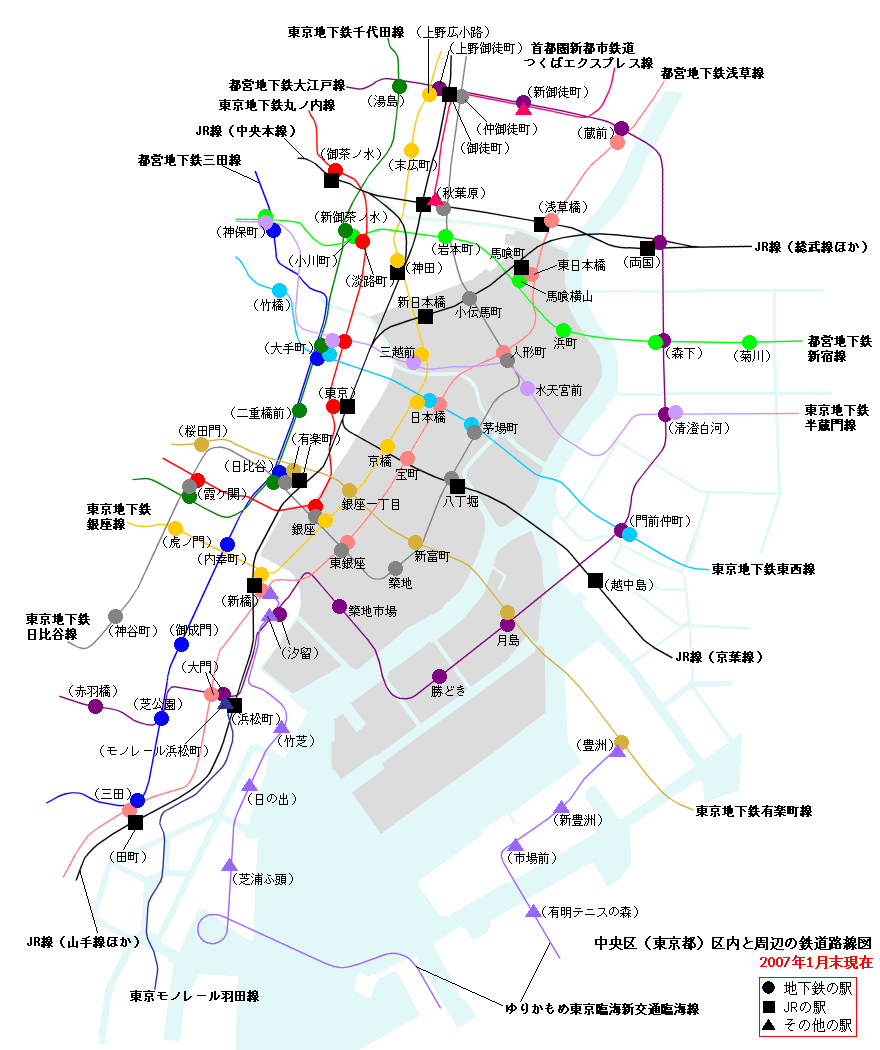
Mapa ferroviari de Chūō

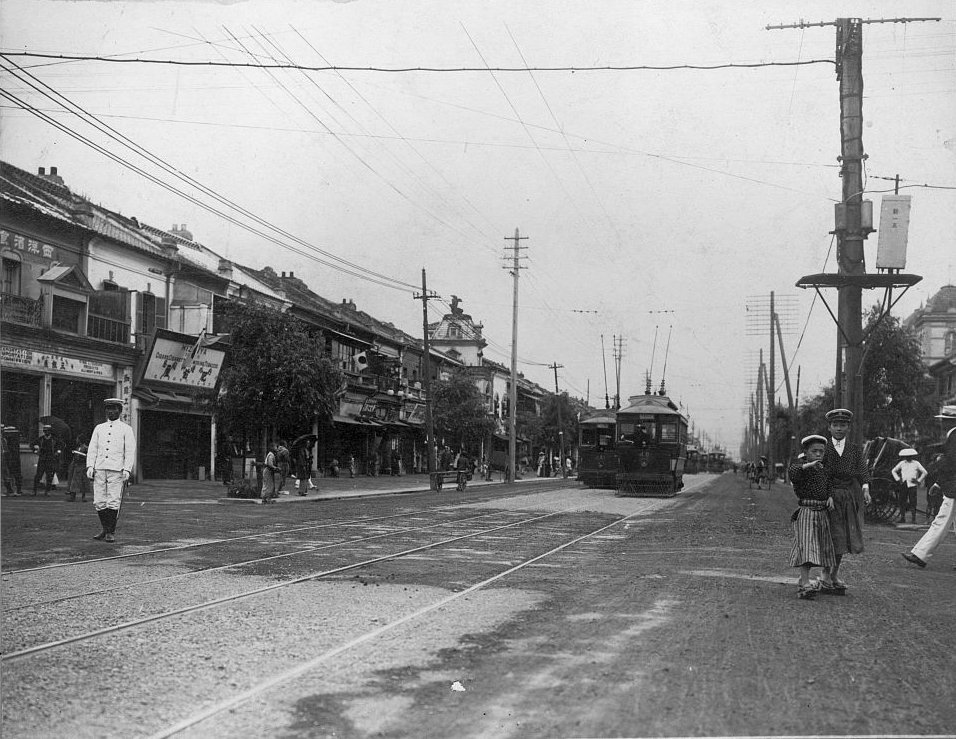
Ginza (1905)

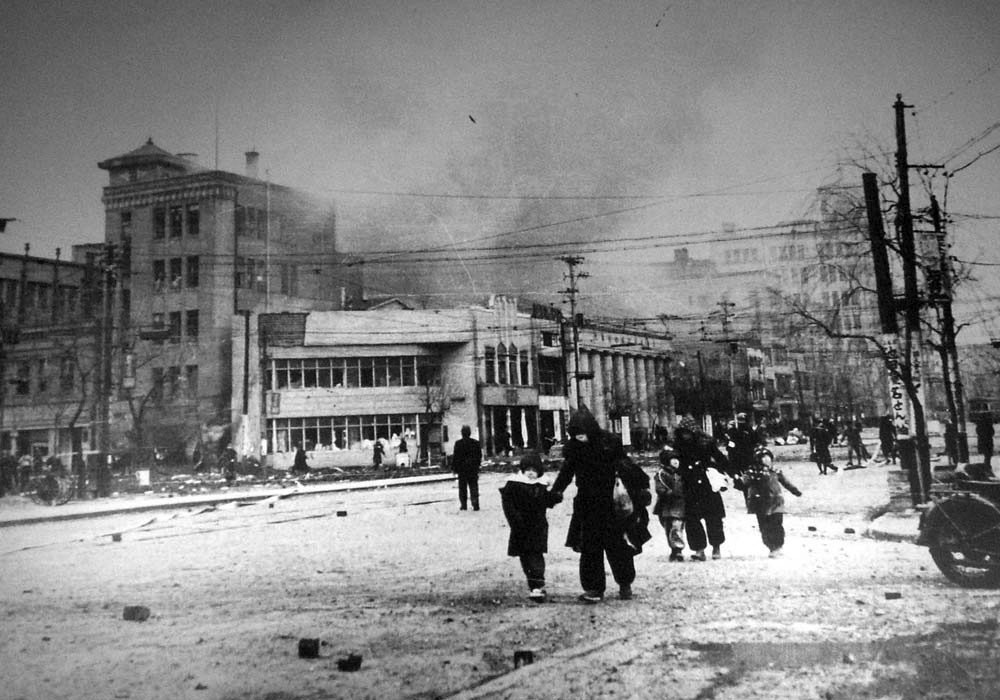
Ginza (1945)

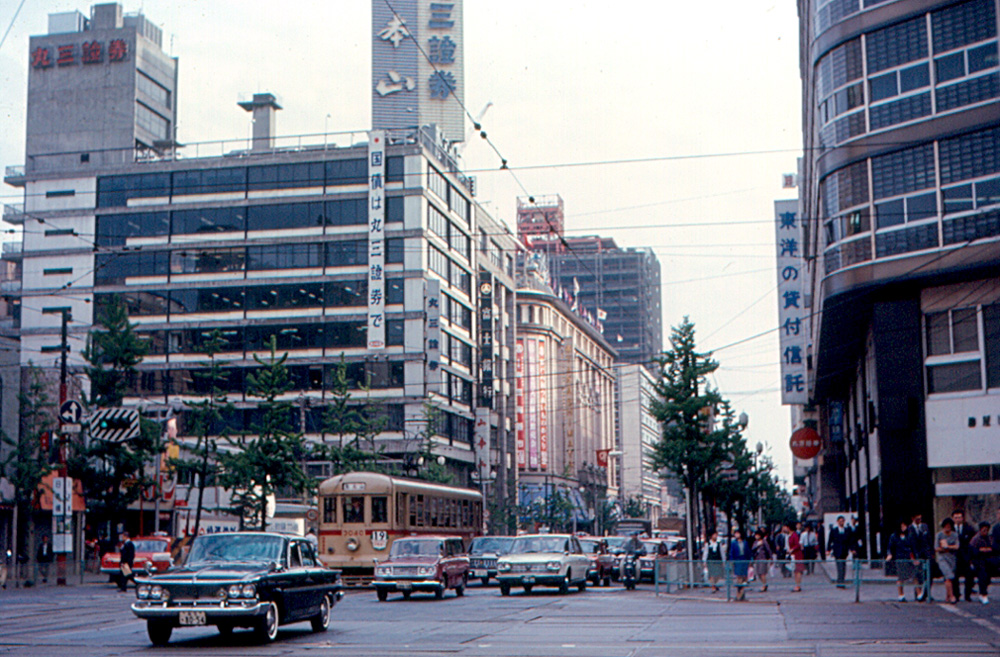
Nihonbashi (1967)

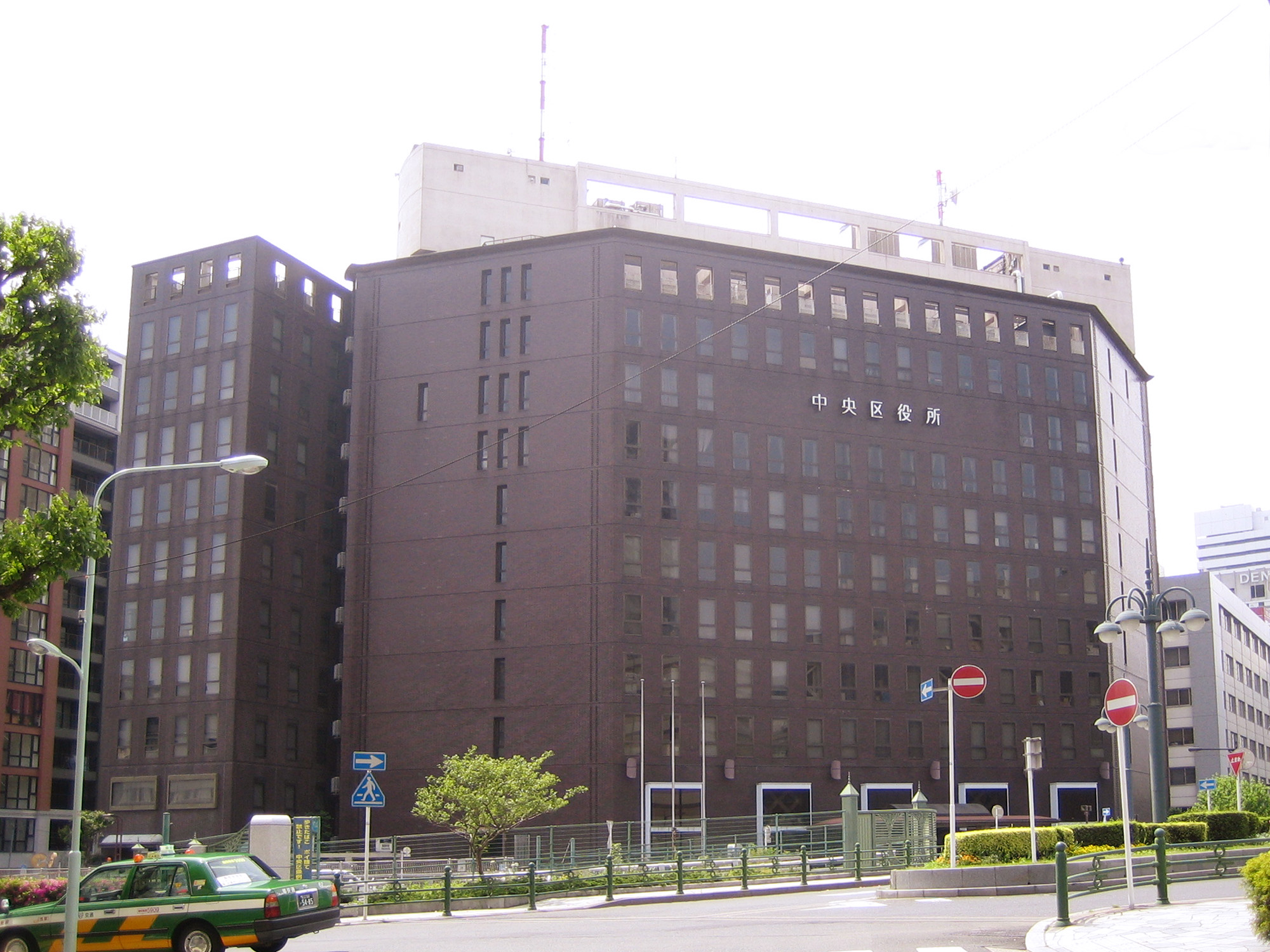
Ajuntament de Chūō

Chūō, com a combinació dels antics districtes abans esmentats, és el centre de l'antiga ciutat de Tòquio/Edo. De fet, el nom del districte traduït al català és "centre", ja que és el centre econòmic i comercial de l'antic Tòquio abans de la consolidació de Shinjuku després de la Segona Guerra Mundial.
El barri més famós de Chūō és Ginza, situat on abans hi era la seca d'argent de la qual pren el seu nom. La seca d'or o Kinza (金座) on avui es troba la seu del banc del Japó, és també a Chūō.

## Geografia
El districte especial de Chūō es troba localitzat al centre de la regió dels districtes especials de Tòquio, envoltat pels altres cinc districtes de Chiyoda, Minato, Taitō, Sumida i Kōtō.
Administrativament, Chūō està dividit en les tres zones de Nihonbashi, Kyōbashi i Tsukishima. Mentres que les dues primeres són zones predominantment comercials a l'est de l'estació de Tòquio i amb importants barris com Ginza i Tsukiji; Tsukishima és una illa separada a la badia de Tòquio ocupada majoritàriament per blocs d'apartaments.
Fins la Segona Guerra Mundial, la zona estava plena de xicotets rius i canals, transitats per barques de rem que llavors eren el principal mitjà de transport i comerç a la zona. Després de la guerra, molts d'aquests canals van ser farcits amb ciment per tal de fer nous carrers, edificis i autopistes. Tot i això, els antics canals són la base per a moltes de les divisions entre els diferents veïnats de la zona. El riu Sumida forma la frontera oriental del districte.
Chūō és físicament el segon districte especial més menut de Tòquio, amb una superfície total de només 10,15 quilòmetres quadrats, sent només superat per Taitō.

### Barris
Els chōchō o barris de Chūō són els següents:
- Akashi-chō (明石町)
- Irifune (入船)
- Kachidoki (勝どき)
- Kyōbashi (京橋)
- Ginza (銀座)
- Shinkawa (新川)
- Shintomi (新富)
- Tsukishima (月島)
- Tsukiji (築地)
- Tsukuda (佃)
- Toyomi-chō (豊海町)
- Nihonbashi (日本橋)
- Ōdenma-chō (大伝馬町)
- Kakigara-chō (蛎殻町)
- Kabuto-chō (兜町)
- Kayaba-chō (茅場町)
- Koami-chō (小網町)
- Kodenma-chō (小伝馬町)
- Kobuna-chō (小舟町)
- Tomizawa-chō (富沢町)
- Nakasu (中洲)
- Ningyō-chō (人形町)
- Hakozaki-chō (箱崎町)
- Hama-chō (浜町)
- Bakuro-chō (馬喰町)
- Hisamatsu-chō (久松町)
- Horidome-chō (堀留町)
- Hongoku-chō (本石町)
- Hon-chō (本町)
- Muro-machi (室町)
- Yokoyama-chō (横山町)
- Hacchōbori (八丁堀)
- Hamarikyū-Teien (浜離宮庭園)
- Harumi (晴海)
- Higashi-Nihonbashi (東日本橋)
- Minato (湊)
- Yaesu (八重洲)

## Història
L'any 1612, el shōgun Tokugawa Ieyasu, amb la idea de reconvertir el poble d'Edo en la capital del seu bakufu, fa que comencen els treballs de construcció d'un nou barri comercial prop de la fi oriental del Tōkaidō, la carretera principal que connecta el Japó oriental amb la regió de Kantō. Durant el període Edo, la zona era coneguda com a Edomachi (per ser el centre d'Edo). Gran part de la zona, especialment Ginza i Tsukiji, eren arenals al delta del riu Sumida fins a la seua urbanització durant l'època del bakufu Tokugawa. Després d'un incendi que devasta gran part de la ciutat, l'any 1657 es replantea la rehabilitació de la zona amb la construcció de més canals navegables per al comerç marítim.
A començaments de l'era Meiji, l'any 1869, una legació d'estrangers s'estableix a Tsukiji. Aquest destacament continuà fins al 1899. L'any 1872 un altre incendi devasta la pràctica totalitat de Ginza. Després d'això, el governador de Tòquio decideix re-urbanitzar la zona a l'estil d'un modern barri comercial europeu entre Shimbashi al sud (llavors la major terminal ferroviària del país) i Nihonbashi (barri comercial i financer) al nord. Amb les reformes administratives Meiji, l'any 1878 es creen oficialment els districtes de Nihonbashi i Kyōbashi dins de la recentment creada ciutat de Tòquio.
L'any 1945, després de la derrota japonesa a la Segona Guerra Mundial i la conseqüent ocupació aliada del Japó, molts edificis de la zona van ser confiscats per les tropes invasores, que els van utilitzar com a instal·lacions. Aquests edificis no tornarien als seus respectius propietaris fins a l'any 1951. El 15 de març de 1947 es creà sota la nova llei d'autonomia local l'actual districte especial de Chūō, fruit de la fusió dels antics districtes de Nihonbashi i Kyōbashi.

## Administració

### Alcaldes
Els alcaldes del districte especial de Chūō són els següents:
- Taisuke Yamamoto (1947-1951)
- Eiichirō Nomune (1951-1967)
- Shinji Orita (1967-1975)
- Seiichi Yokoseki (1975-1987)
- Yoshihide Yada (1987-2019)
- Taito Yamamoto (2019-present)

### Assemblea
| Assemblea de Chūō (2019-2023) | Assemblea de Chūō (2019-2023)    | Assemblea de Chūō (2019-2023) | Assemblea de Chūō (2019-2023) |
| PR: Mariko Oshida (PLD)       | PR: Mariko Oshida (PLD)          | VP: Kōichi Tanaka             | VP: Kōichi Tanaka             |
| Grups polítics                | Grups polítics                   | Grups polítics                | Regidors                      |
| ----------------------------- | -------------------------------- | ----------------------------- | ----------------------------- |
|                               | Partit Liberal Democràtic        | PLD                           | 13 / 30                       |
|                               | Independents                     | Ind                           | 6 / 30                        |
|                               | Kōmeitō                          | KMT                           | 4 / 30                        |
|                               | Partit Democràtic Constitucional | PDC                           | 3 / 30                        |
|                               | Partit Comunista del Japó        | PCJ                           | 2 / 30                        |
|                               | Nippon Ishin no Kai              | NIK                           | 1 / 30                        |
|                               | Nou Partit                       | NHK                           | 1 / 30                        |

## Demografia
| 1920    | 1930    | 1940    | 1950    | 1960    | 1970    | 1980   |
| ------- | ------- | ------- | ------- | ------- | ------- | ------ |
| 269.792 | 239.546 | 244.046 | 161.925 | 161.299 | 103.850 | 82.700 |
| 1990    | 2000    | 2010    | 2020    | 2030    | 2040    | 2050   |
| 68.041  | 72.526  | 122.831 | 169.995 | -       | -       | -      |

## Transport

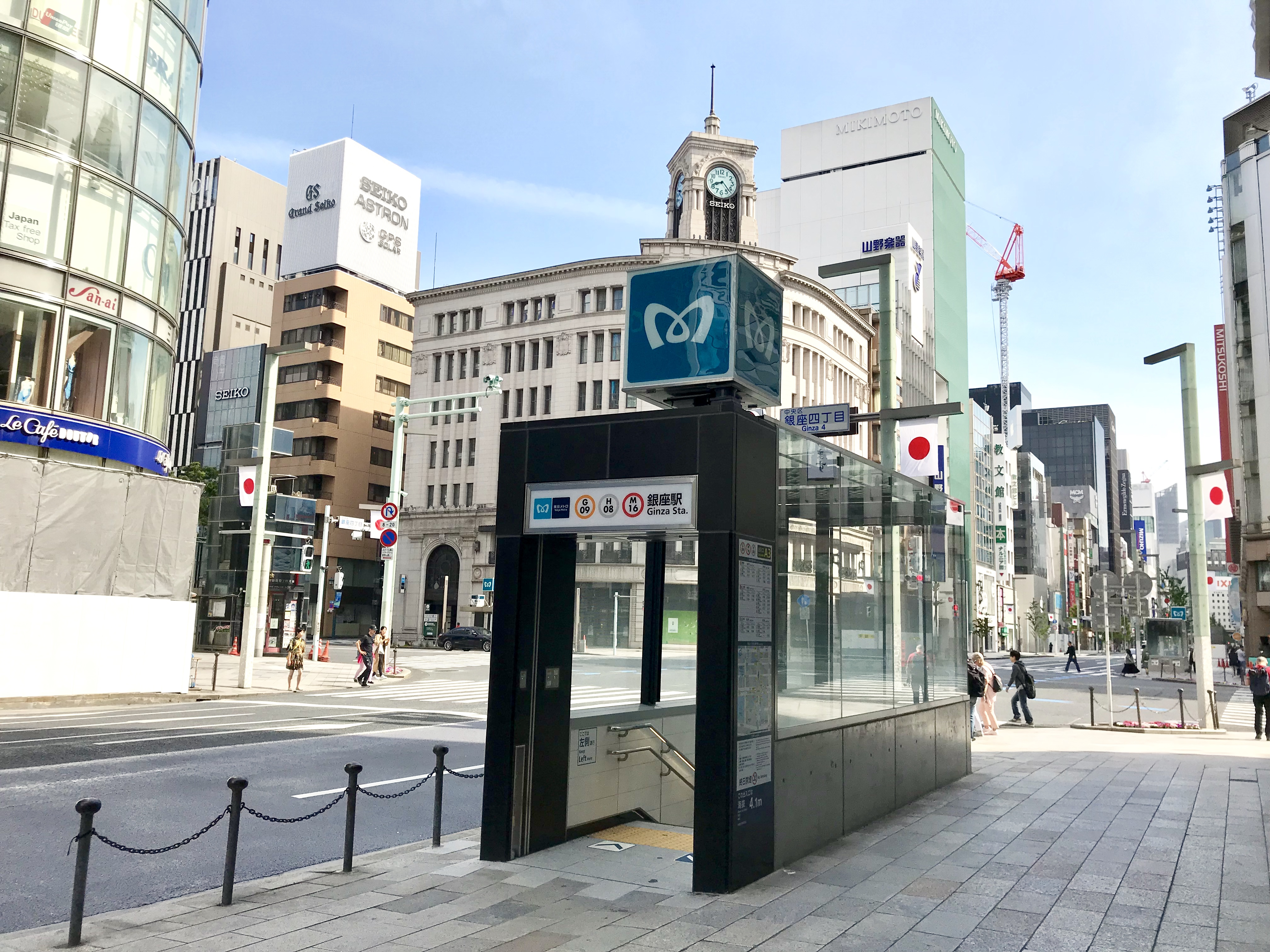
Estació de Ginza

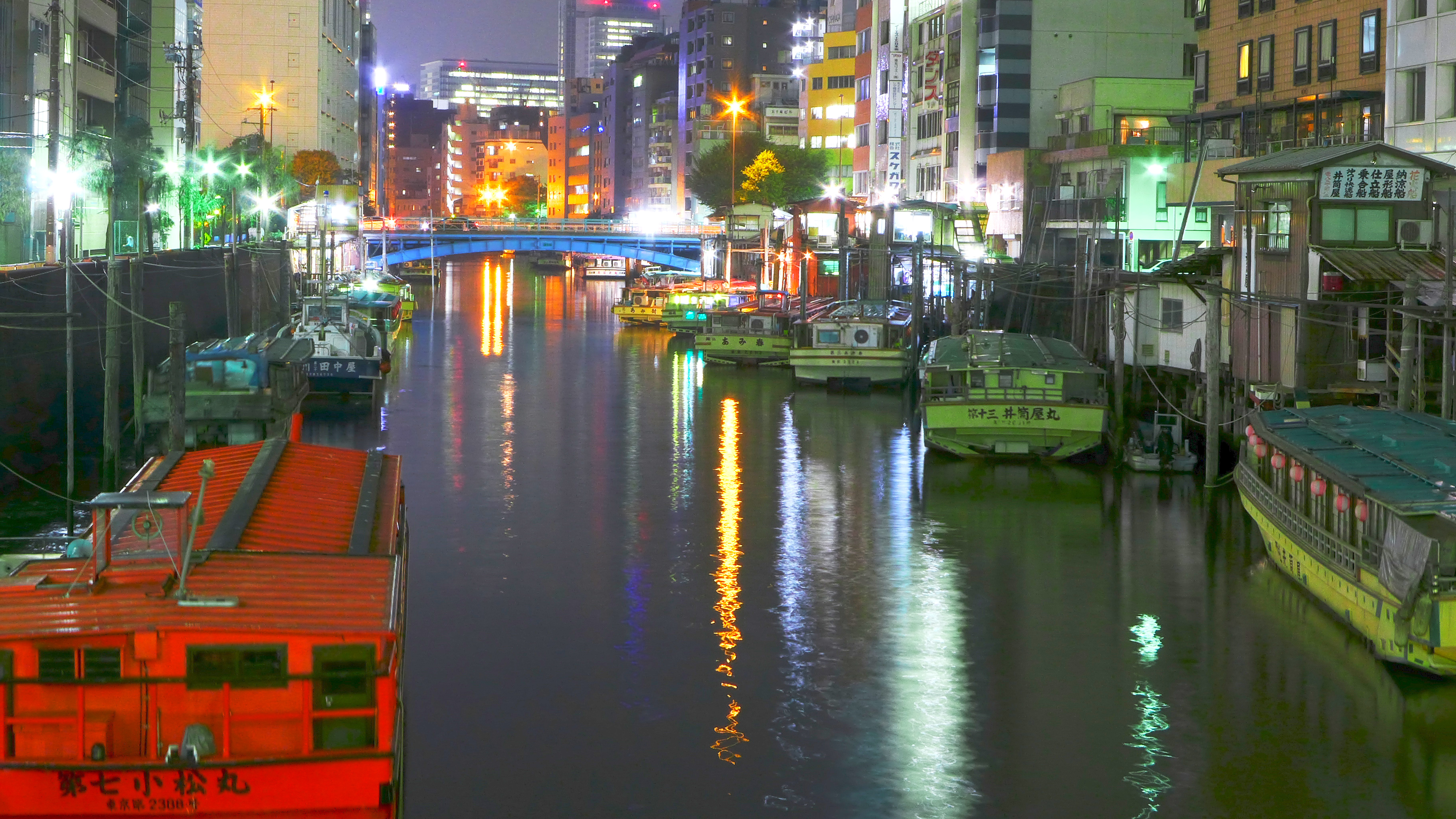
Vaixells al riu Kanda

### Ferrocarril
- Companyia de Ferrocarrils del Japó Oriental (JR East)
  - Shin-Nihonbashi - Bakurochō - Hacchōbori
- Metro de Tòquio
  - Ginza - Kyōbashi - Nihonbashi - Mitsukoshi-mae - Higashi-Ginza - Tsukiji - Hacchōbori - Kayabachō - Ningyōchō - Kodenmachō - Ginza-icchōme - Shintomichō - Tsukishima - Suitengū-mae
- Metro Públic de Tòquio (TOEI)
  - Higashi-Ginza - Takarachō - Nihonbashi - Ningyōchō - Higashi-Nihonbashi - Bakuro-Yokoyama - Hamachō - Tsukishima - Kachidoki - Tsukiji-Shijō

### Marítim
- Companyia Naviliera Turística de Tòquio
- Associació de Parcs Metropolitans de Tòquio

### Carretera
- Nacional 1 - Nacional 4 - Nacional 6 - Nacional 14 - Nacional 15 - Nacional 17 - Nacional 20

## Agermanaments
- Higashine, prefectura de Yamagata, Japó. (1991)
- Sotherland Shire, Nova Gal·les del Sud, Austràlia. (1991)